# Молчанов, Олег Викторович
Оле́г Ви́кторович Молча́нов (род. 18 июня 1960) — советский и российский композитор и музыкальный продюсер.

## Биография
Молчанов окончил музыкальное училище имени Гнесиных по классу эстрадной и классической гитары.[когда?]

 Он работал в театре «Арлекин»[когда?]

, выступал с группой «Рондо»[когда?]

.
В1988 году создал группу «Миссия» и 3 года выступал с ней в турах.
В 1997 году Молчанов получил премию «Алла» от Аллы Пугачёвой как «самый плодотворный композитор».

## Творчество
Молчанов написал около 20 песен для Натальи Гулькиной и альбом «Плейбой» (1994) для Натальи Ветлицкой.
Композитор также работал с Владом Сташевским, Кристиной Орбакайте, Алёной Апиной, Ириной Салтыковой, Татьяной Булановой, Инной Маликовой.
Большинство его песен было написано в соавторстве с поэтами Аркадием Славоросовым и Кириллом Крастошевским. Также он пишет инструментальную музыку.

## Дискография
1994
Влад Сташевский — Пляжный фотограф
Влад Сташевский — Осенний парк
Наталья Ветлицкая — Плейбой (Playboy)
1995
Ирина Салтыкова — Серые глаза
Ирина Салтыкова — Сокол ясный
Кристина Орбакайте — Пароходик
1996
Татьяна Буланова — Ясный мой свет
Лариса Черникова — Тайные желания
1997
Татьяна Буланова — Мой ненаглядный
Алла Горбачева — Над Москвой-рекой
Алёна Апина — Тук-тук
Алёна Апина — Электричка
Азиза- Все или ничего
1998
Алла Пугачева — Счастье
Мурат Насыров — Южная ночь
2003
Филипп Киркоров — Незнакомка